# Zilte rus
De zilte rus (Juncus gerardii) is een overblijvend kruid dat behoort tot de russenfamilie (Juncaceae). De plant komt van nature voor in Europa, in West-Azië en in Noord-Amerika.
De plant wordt 5-50 cm hoog, vormt lange wortelstokken en heeft een meestal ronde stengel. De vlakke wortelbladeren zijn niet dik en stijf en hebben geen glanzende middenstreep. De schutbladen zijn grasachtig.
De zilte rus bloeit van juni tot augustus met donkerbruine bloemen en met een groene middenstreep over de 2,5-3 mm grote bloemdekbladen. De stempel is in tegenstelling tot die van de platte rus rood gekleurd. De stijl is 0,5-0,8 mm lang. De 1,2-1,7 mm grote helmhokjes zijn drie keer zo lang als de stempels.
De donkerbruine, ellipsoïde vrucht is evenlang of iets langer dan de bloemdekbladen. De kleverige, donkerbruine zaden zijn ongeveer 0,6 mm groot.
De plant komt voor op zilte gronden op de hoger gelegen delen van de kwelders en schorren, strandvlaktes, in weiland en rietland en kan na ontzilting nog lang aanwezig blijven.
Een bladvlo vormt op de stengels oranjerode gallen.